# Georges Dansereau
Ne doit pas être confondu avec Georges-Étienne Dansereau.
Georges Dansereau (Verchères, 15 décembre 1867 - Grenville, 26 décembre 1934 à l'âge de 67 ans) est un homme politique québécois et ancien député à l'Assemblée législative du Québec, représentant la circonscription d'Argenteuil de 1927 à 1934 sous la bannière du Parti libéral du Québec.

## Biographie
Né en Verchères en 1867, Dansereau fit ses études au collège Saint-François-Xavier. Il a œuvré une bonne partie de sa vie dans le domaine de la scierie. Il sera propriétaire de Dansereau et Fils ltée et mettra sur pied une flotte de bateaux naviguant sur le Saint-Laurent et l'Outaouais. Tout comme son fils le sera plus tard, il fut maire de la ville de  Grenville de 1910 à 1912, en 1914 et 1915, puis de 1933 à 1935.
Il effectuera deux mandats comme député libéral à l'Assemblée législative de 1927 jusqu'à sa mort en 1934. Il fut élu sans opposition à sa première élection et défit le conservateur J.-Félicien Lavigne à sa deuxième élection.